# Go Crazy
Go Crazy è un singolo del cantante statunitense Chris Brown e del rapper statunitense Young Thug, pubblicato il 19 maggio 2020 come primo estratto dal mixtape collaborativo Slime & B.

## Descrizione
Il brano, che è stato prodotto da Cameron Devaun Murphy, Dounia Aznou, Johnny Kelvin e Kaniel Castaneda, appartiene all'R&B e alla trap. La produzione di Go Crazy si basa su un sample del brano colonna portante della musica bounce, Drag Rap dei Showboys del 1986, canzone che venne campionata da Brown anche per il brano Emerald contenuto nel suo nono album in studio Indigo.

## Video musicale
Il video musicale, diretto da Chris Brown e Mat Fuller, è stato girato nell'abitazione di Brown a giugno del 2020 e pubblicato il 17 luglio successivo. La clip mostra i due artisti svegliarsi in una festa ed eseguire numerose coreografie di ballo, finendo per inseguire due ragazze misteriose che si rarefanno in nuvole di gas colorate invitando i due artisti ad entrare, e loro incuriositi lo fanno. Nell'intero video sono presenti numerosi editing che rendono l'atmosfera della festa a tratti sovrannaturale. La storia del video è continuata nella clip del singolo successivo, Say You Love Me.

## Tracce
Download digitale – Remix
1. Go Crazy (Remix) (feat. Future, Lil Durk & Mulatto) – 3:47

## Formazione
Musicisti
- Chris Brown – voce
- Young Thug – voce

Produzione
- Cameron Devaun Murphy – produzione
- Dounia Aznou – produzione
- Johnny Kelvin – produzione
- Kaniel Castaneda – produzione
- Said Aznou – produzione
- Mike Tucci – mastering
- A. "Brainz" Bains – missaggio, registrazione
- Aresh Banaji – missaggio
- Patrizio Pigliapoco – missaggio, registrazione

## Successo commerciale
Go Crazy, spinto dalla challenge relativa, è entrato nella top ten della Billboard Hot 100 nella pubblicazione del 15 agosto 2020. Nella Rhythmic Songs ha raggiunto il vertice, rendendo Brown il terzo artista con più numero uno (13) nella classifica, dietro a Rihanna e Drake. Nella pubblicazione del 6 marzo 2021, a seguito della pubblicazione del remix in collaborazione con Future, Lil Durk e Mulatto, ha raggiunto un nuovo picco al 3º posto, divenendo il miglior posizionamento di Brown in classifica da Forever che nel 2008 arrivò 2º. Ha conseguito una settima settimana al vertice della Radio Songs con 77,6 milioni di radioascoltatori, ha raggiunto la 12ª posizione nella Streaming Songs con 13,2 milioni di riproduzioni ed è infine rientrato nella Digital Songs al numero 35 con 3 000 copie vendute.

## Classifiche

### Classifiche settimanali
| Classifica (2020-21) | Posizione massima |
| -------------------- | ----------------- |
| Australia            | 9                 |
| Belgio (Fiandre)     | 75                |
| Canada               | 41                |
| Grecia               | 41                |
| Irlanda              | 26                |
| Lituania             | 66                |
| Nuova Zelanda        | 2                 |
| Paesi Bassi          | 47                |
| Portogallo           | 50                |
| Regno Unito          | 10                |
| Romania              | 77                |
| Singapore            | 26                |
| Stati Uniti          | 3                 |
| Svizzera             | 59                |

### Classifiche di fine anno
| Classifica (2020) | Posizione |
| ----------------- | --------- |
| Australia         | 46        |
| Nuova Zelanda     | 19        |
| Regno Unito       | 62        |
| Stati Uniti       | 39        |
| Classifica (2021) | Posizione |
| Stati Uniti       | 19        |